# Mark V
De Mark V is een zware Britse tank uit de Eerste Wereldoorlog.

## Achtergronden
Toen de Britse regering op 11 oktober 1916 na de geslaagde eerste inzet van de Mark I 1220 nieuwe tanks bestelde, besloot de directeur van het Tank Supply Department, Albert Stern, deze productie uit te stellen totdat er aanzienlijke verbeteringen in het aandrijf- en besturingssysteem konden worden aangebracht. In de tussentijd zouden twee trainingsmodellen worden geproduceerd: de Mark II en Mark III. De verbeterde tank zou de naam Mark IV moeten krijgen.

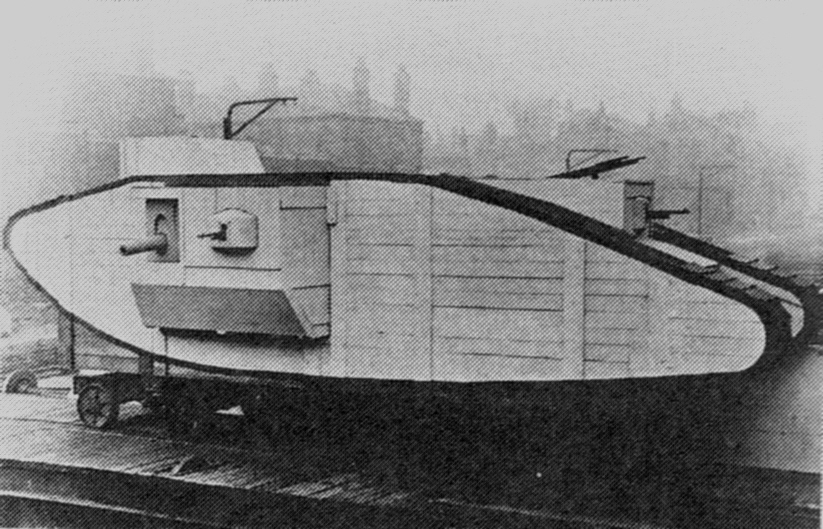
Houten model van het oorspronkelijke Mark V-project waarvan de ontwikkeling afgebroken werd

De geplande verbetering tot Mark IV-standaard moest op de kortst mogelijke termijn plaatsvinden. Men begreep echter dat er reden te over was voor een nog verdere ontwikkeling. Daarom werden al in 1916 twee projecten begonnen, uit te voeren door de ontwerpafdeling van Metropolitan: de Mark VI, een geheel nieuwe tank; en de Mark V, een poging de oorspronkelijke Mark I door te ontwikkelen tot het beste wat dat ontwerp nog kon belichamen. Dit project verliep niet al te snel. De blauwdrukken waren op 9 juni 1917 klaar en op 23 juni werden foto's gemaakt van een houten maquette op ware grootte. Dit model had een verlengde achterkant om de overschrijding van loopgraven te verbeteren; de bestuurscabine was aanzienlijk vergroot; de binnenruimte liep langer door om te eindigen in een verticale achterkant met machinegeweerpost; de machinegeweren in de Male-barbettes hadden een grote cilindermantel.
Dit ontwerp zou echter nooit in productie genomen worden. De ontwikkeling van de Mark IV had zoveel vertraging opgelopen dat men er niet meer onderuit had gekund om in het voorjaar onder die naam de productie op te starten van een model dat de meest gewenste verbeteringen nog niet bezat: de nieuwe motor van Harry Ricardo en de nieuwe transmissie van W.G. Wilson. In de zomer van 1917 kwamen de eerste motoren en transmissies klaar. Men bouwde deze bij een Mark IV in en de proefnemingen verliepen zo bevredigend dat men overwoog het productieproces om te schakelen en zelfs alle bestaande Mark IV's tot deze zogenaamde Mark IV A-standaard om te bouwen. Door de hoge verliezen aan tanks bij de Derde Slag om Ieper zag men hier echter vanaf: het zou de productie op het meest ongelegen moment onderbroken hebben. In november 1917 werden uiteindelijk toch 400 exemplaren van het verbeterde type besteld: 200 Males met kanonnen en 200 Females met alleen machinegeweren. Het was dit model dat nu de aanduiding "Mark V" kreeg — maar dus niet gelijk was aan het eerdere Mark V-project. De eerste tanks van dit type werden in december 1917 geproduceerd en kwamen in mei 1918 in Frankrijk aan.

## Beschrijving

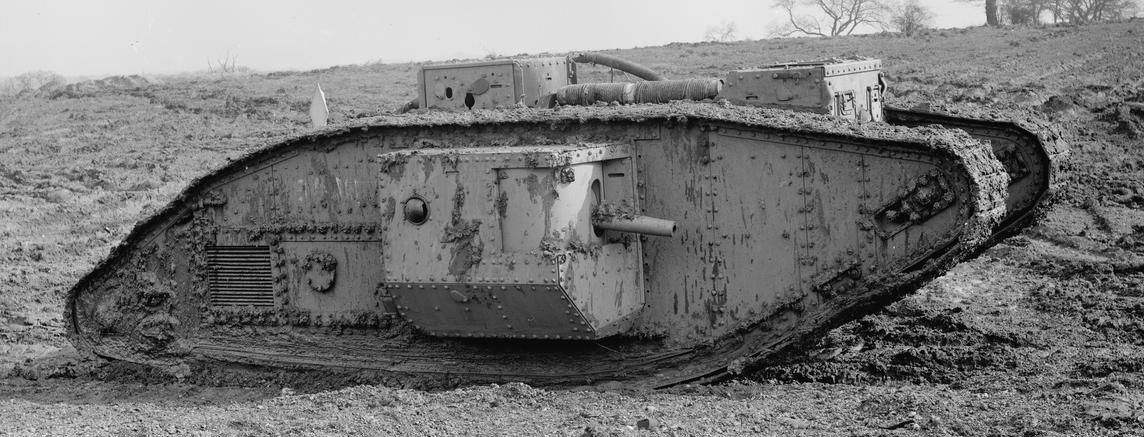
Mark V

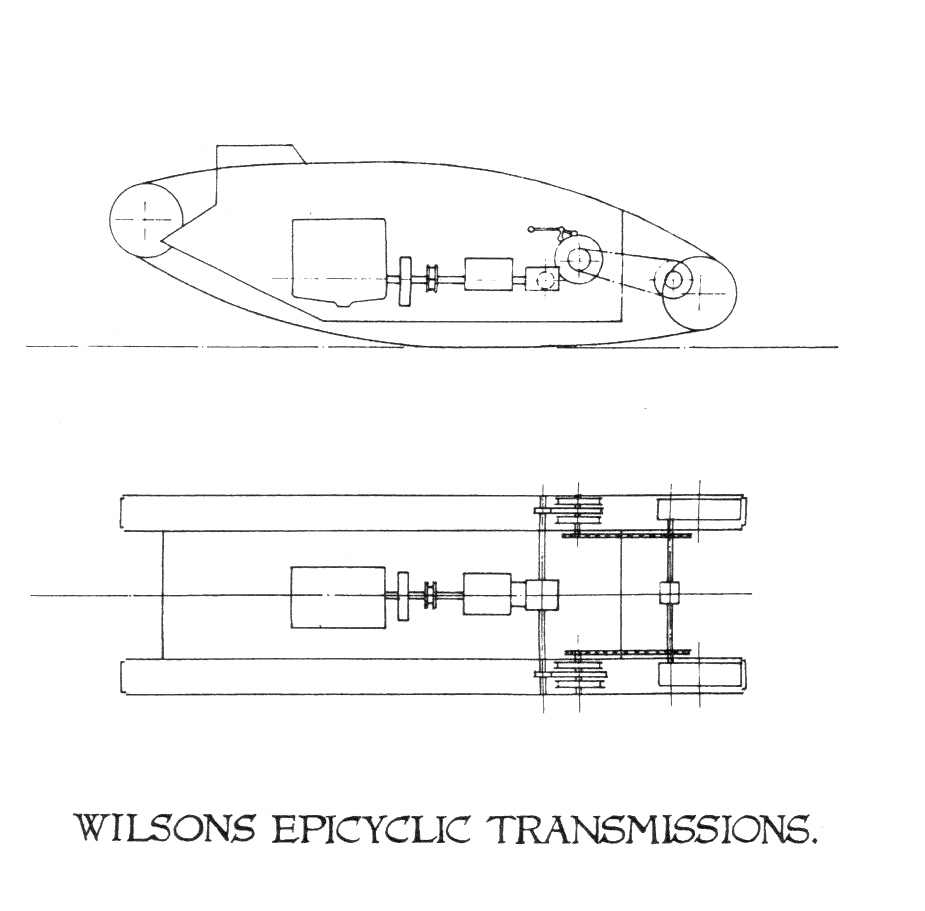
Oorspronkelijke vergelijkingstekening voor de epicyclische transmissie van Wilson zoals die eindelijk kon worden aangebracht

De Mark V is in beginsel een Mark IV; het is feitelijk de Mark IV zoals die had behoren te zijn. De volgende verbeteringen waren (eindelijk) aangebracht:
- De oorspronkelijke Daimler 105 pk motor was vervangen door een Ricardo 150 pk motor. Dit bracht de maximumsnelheid van 6 op 7,4 km/u. Geen zeer indrukwekkende verbetering in absolute zin maar de gemiddelde snelheid verdubbelde doordat de versnellingen veel eenvoudiger te bedienen zijn, en de betrouwbaarheid van de motor was sterk verbeterd. Een vergrote benzinetank van 423 liter gaf een rijbereik van 72 km. De Ricardo-motor kon makkelijk opgevoerd worden tot 200 pk, maar dat leverde problemen op bij de andere hoofdverbetering:
- Er was nu de epicyclische transmissie van Walter Wilson ingebouwd. De rijprestaties van het voertuig namen hierdoor enorm toe. De chauffeur kon nu zelf de versnelling bedienen en dus voor het eerst in zijn eentje een serieuze bocht maken. De twee man die nodig waren geweest om de secundaire versnellingsbakken te schakelen, kwamen nu vrij voor andere taken. Als ze de tank niet opnieuw hoefden op te starten via de interne krukas, konnen ze de machinegeweren in de barbettes bedienen - aanvankelijk was dat een bijbaantje van de lader van het kanon.
- Nu er toch meer personeel beschikbaar was, werd de uitkijkcabine in het midden vergroot, en de machinegeweerpost aan de achterkant was nu eenvoudig bereikbaar.
- Boven op het dak bevond zich een semafoor; het kleine seinpaaltje diende niet voor de communicatie tussen de tanks onderling, maar als alternatief voor de postduiven bij het sturen van berichten naar achterliggende commandoposten. Ter identificatie kregen de tanks grote cijfers op hun achterkant geschilderd. Dit systeem voldeed echter nauwelijks: de echte verbindingen werden gelegd door ordonansen die heen en weer holden met groot gevaar voor eigen leven — maar veel tanks namen ter aanmoediging flessen whiskey mee voor koeriers die het haalden!

Het verbeterde model kende echter ook een verslechtering:
- De radiateur van de nieuwe motor zoog de lucht niet meer uit het voertuig, maar blies die van buiten over de motor om deze vuile lucht via buizen weer naar buiten te werken. (De grote inlaatroosters aan de zijkanten vormden een van de eenvoudigste manieren om het model te herkennen.) Hoewel dit zeer praktisch en veilig leek, waren de gevolgen negatief: de luchtcirculatie verminderde en de buizen werden gloeiend heet zodat de temperatuur in de tank opliep tot zestig graden en ze na enkele dagen gebruik begonnen te lekken waardoor koolmonoxide de tank in stroomde. Het aantal gevallen waarbij hele tankbemanningen al na enige kilometers opmars het bewustzijn verloren, nam onrustbarend toe. De Centrale Tankwerkplaats wist dit probleem iets te beperken door extra ventilatieroosters in het dak aan te brengen.

## Tadpole Tail

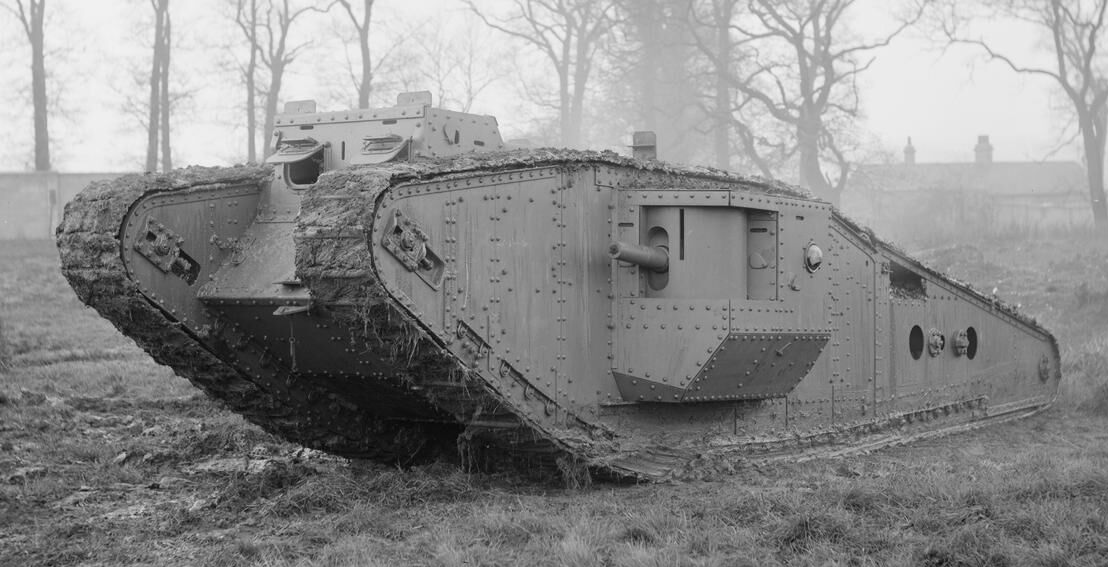
De originele experimentele Mark IV Male met Tadpole Tail in 1917 door Tritton omgebouwd

De hoofdloopgraven van de nieuwe Hindenburglinie waarop de Duitsers zich vanaf 16 maart 1917 hadden teruggetrokken, waren verbreed tot 3,5 meter zodat ze meteen als tankgracht konden dienen. William Tritton, eigenaar van Fosters, ontwierp een negen voet lang verlengstuk voor de achterkant van de romp zodat een tank ook die brede loopgraven kon overschrijden: de zogenaamde Tadpole Tail, omdat de tank na aanbrenging wel iets weg had van een kikkervisje. De rupsband had zo 28 extra schakels nodig. Er werden een paar dozijn sets opgestuurd naar Frankrijk, maar majoor Johnson die daar de feitelijke leiding had over de Central Tankworkshop had zo zijn bedenkingen: bij het experimenteel ombouwen van een paar Mark V's bleek dat de zware stalen balken, die moesten voorkomen dat de verlengde staart afbrak, het gewicht sterk deden toenemen. In ruil voor datzelfde gewicht kon de tank een veel efficiëntere vorm krijgen.

## Mark V*

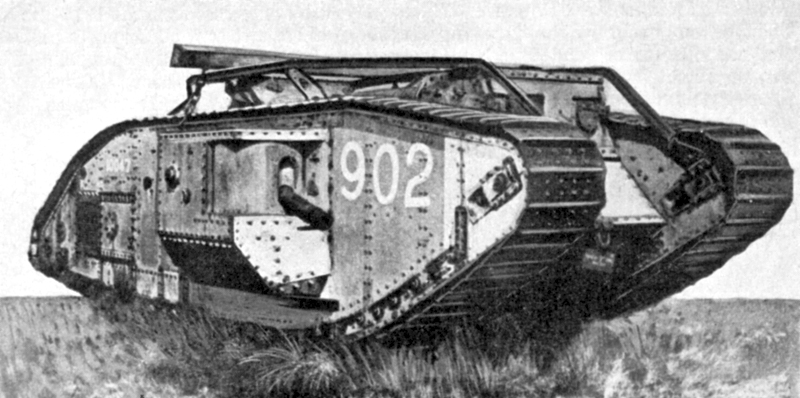
Mark V* Male op de scrapyard in Bovington eind jaren twintig

Johnson liet bij wijze van experiment een Mark IV overdwars splitsen en verlengde de romp door een tussenstuk van zes voet lengte tussen de twee delen aan te brengen en het aantal loopwielen per zijde te verhogen van 26 tot 33. Zo verkreeg hij voor hetzelfde gewicht (33,5 ton) als de Tadpole Tail een veel grotere binnenruimte die gebruikt kon worden voor infanterietransport, terwijl de tank ook zo - 9,89 meter lang - een 3,5 meter loopgraaf kon overwinnen.
Toen de precieze loop der gebeurtenissen weer was vergeten, is lange tijd gedacht dat Johnson hierop in zijn tankwerkplaats 379 bestaande Mark V's had omgebouwd tot de zogenaamde Mark V*-standaard. Nieuw onderzoek in de jaren tachtig toonde echter aan dat in werkelijkheid na het voltooien van de order van 400 Mark V's, overgegaan werd tot de bouw van een bestelling van 700 Mark V*'s (uitgesproken als Mark Five Star): 500 Males en 200 Females. Op de wapenstilstandsdag van 11 november 1918 waren hiervan 579 stuks geproduceerd, terwijl de uitloop van de productie na de oorlog er nog eens 66 aan toevoegde voor een totaal van 645.

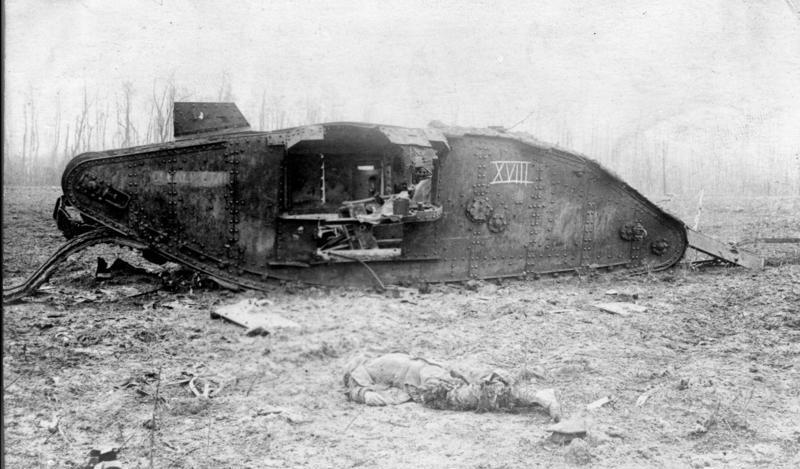
Uitgeschakelde Mark V* Female

Behalve door de grotere lengte onderscheidde de Mark V* zich door een toegangsdeur in iedere zijkant en het feit dat de achterste cabine opnieuw werd gewijzigd: deze had nu een bredere basis en schuin oplopende zijkanten. Voor en achter waren daarin nu ook kogelmantels voor machinegeweren geplaatst, zodat de achterste waarnemer voor het eerst meteen vuur kon uitbrengen op het gevaar dat hij zag. Het Britse ontwerp van deze periode was in het algemeen sterk geneigd tot het aanbrengen van een gevechtskazemat boven op de tank. Er is wel verondersteld dat de schuine zijkanten dienden om de schutter op vliegtuigen te laten vuren, maar dat blijkt niet uit de bronnen en is ook praktisch bijna onmogelijk.

## Mark V**

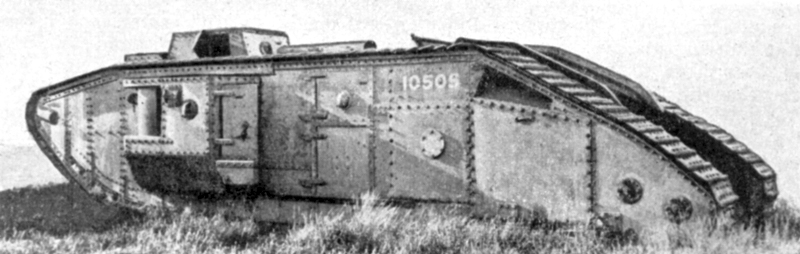
Mark V** Male in Bovington

In de praktijk bleek dat de Mark V* zeer moeilijk van richting kon veranderen. Walter G. Wilson was al in mei 1918 begonnen met een studie om de optimale lengte-breedteverhouding vast te stellen. Daaruit bleek dat de Mark V* simpelweg te lang was. Verbreding was echter onmogelijk vanwege de beperkingen die het railtransport oplegde. Daarom ontwierp hij een model met een grotere kromming van het loopwerk om de scheerkrachten te verminderen: de Mark V** (Mark Five Double Star). De motor, opgevoerd tot 225 pk vanwege een gewicht dat opliep tot 35,5 ton, werd hierbij naar achteren geplaatst. De achterste cabine werd met de voorste samengevoegd zodat een gezamenlijke gevechts- en stuurruimte ontstond, bekroond met een brede kazemat met twee machinegeweren. Omdat deze kazemat meer naar voren lag en dus een grote dode hoek naar achteren had, werd de achterste machinegeweerpost verhoogd in een verticaal stuk achterwand aangebracht, onder het naar achteren verschoven achterste ontsnappingsluik. De volgende logische stap zou het aanbrengen van een nieuwe achterste cabine zijn geweest, maar daar is het nooit van gekomen.
Van de Mark V** werden 900 stuks besteld, waarvan 750 Males. De eerste levering was pas vlak voor het eind van de oorlog, waarna de bestelling voor een groot deel geannuleerd werd. Omdat echter tanks waarvan de onderdelen al geproduceerd waren toch in hun geheel door de staat betaald zouden moeten worden, liet men de productie maar tot in 1919 uitlopen voor een totaal van ongeveer 197. Deze tanks gingen grotendeels direct van de fabriek naar de
schroothandel.

## Hermafrodieten

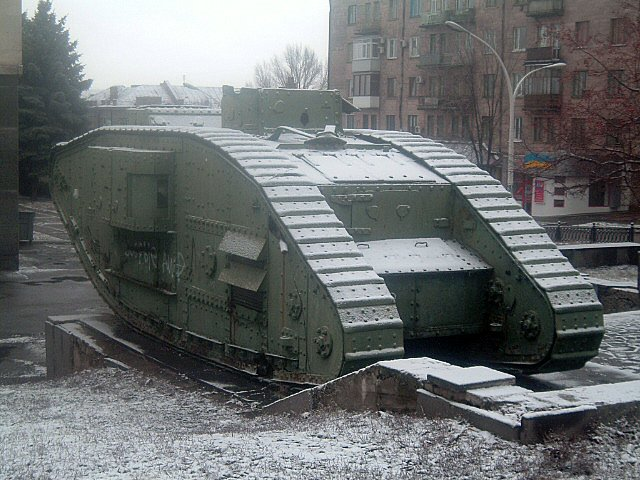
De "vrouwelijke" Mark V te Loegansk...

Na het gevecht op 24 april 1918 bij Villers-Bretonneux waarbij een Duitse A7V twee Female Mark IV's uitschakelde, zat de schrik er goed in en het War Office besloot in juli dat tanks met alleen machinegeweren te kwetsbaar waren: om zich te verdedigen moest iedere tank voortaan minstens één barbette met een kanon hebben. Om de industrie hier niet mee te belasten, zou Central Workshops de modificatie doorvoeren. Die bouwde, als het zo uitkwam, Females aldus om - en vaak door een Male en een Female een barbette te laten ruilen. Deze dus "tweeslachtige" tanks heette men Hermaphrodites. Het lijkt erop dat de meeste Mark V's zo zijn omgebouwd; maar er bestaat geen bewijs voor de ombouw van enige Mark IV. Toen de Mark V*'s aankwamen was het bevel in onbruik geraakt, vermoedelijk omdat ontmoetingen met Duitse tanks tot een hoge uitzondering beperkt bleven: het enige tankgevecht na 24 april was een duel op 8 oktober bij Niergnies met vier door de Duitsers buitgemaakte Mark IV's, waarvan er één door een Britse tank werd uitgeschakeld en één door een Duits veldkanon in Brits gebruik. Deze Duitse Female bleek ook een soort hermafrodiet te zijn geworden, want de Duitsers hadden een machinegeweer vervangen door een 13 mm Mauser antitankgeweer.
Een andere overbodige reactie op het verschijnen van Duitse tanks was het aanbrengen van enorme wit met rode identificatiestrepen op zij- en bovenkant. Deze moesten voorkomen dat Britse vliegtuigen de eigen tanks zouden aanvallen. Het enige gunstige gevolg hiervan was dat er minder eigen soldaten platgereden werden: de felle kleuren maakten een in de ooghoeken opduikende tank sneller waarneembaar dan het standaard modderbruin waarin ze geschilderd werden.

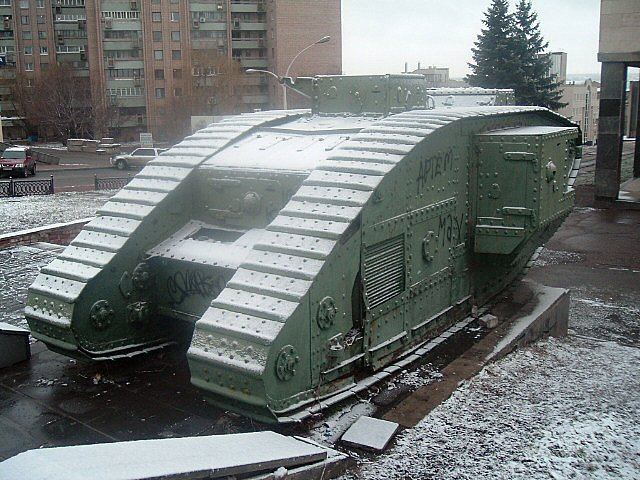
...en de "mannelijke".

## Het Tanktreinveer
Al die tanks moesten van Engeland naar Frankrijk worden verscheept. Eerst ging dat vanuit Southampton naar Le Havre waarbij de tanks met groot verlies aan arbeidskracht en tijd in en uit de schepen getakeld moesten worden. Om dat proces aanzienlijk te bespoedigen, legde men bij Richborough een Mystery Port aan. Deze geheime haven diende vanaf februari 1918 voor het aanleggen van twee speciale tanktreinveren. De treinen reden daar met tanks en al op om er in Calais weer af te rijden in een overeenkomstige veerhaven. Gedurende de hele Eerste Wereldoorlog zou er voor 68.167 ton aan Britse tanks naar Frankrijk verscheept worden.

## Slagorde

### Britten
In de zomer van 1918 was het Tank Corps uitgegroeid tot 18 bataljons. Het 3e en 6e Bataljon waren overgeschakeld op de Whippet, het 17e gebruikte de Austin pantserwagen. De organieke sterkte aan zware tanks bedroeg dus vijftien maal 48, is 720 tanks. Ter vergelijking: de Fransen hadden toen elf AS met de zware St Chamond voor een totale organieke sterkte van 176; de Duitsers hadden negen Abteilungen met ieder vijf tanks voor een sterkte van 45. De Britse bataljons schakelden langzamerhand van de Mark IV over op nieuwere tanks, drie daarvan volledig op de Mark V*.

### Amerikanen
Het 301e Bataljon van de Amerikaanse Expeditiemacht was, na training te Bovington, uitgerust met de Mark V en Mark V* (en één FT-17 als commandotank).

### Canadezen
Anders dan de Australiërs en Nieuw-Zeelanders namen de Canadezen het aanbod aan voor het oprichten van een eigen tankkorps. Het Eerste Canadese Tankbataljon werd in maart 1918 opgericht in Canada. Het vertrok in juni naar Bovington voor training en keerde in mei 1919 weer naar Canada terug, zonder ooit aan een gevecht te hebben deelgenomen. De tanks gingen mee naar Canada en bleven daar tot in de jaren dertig in dienst.

### Fransen
Omdat ze niet van plan waren zelf de Char 2C in voldoende aantal te produceren, aasden de Fransen op een quota van de nieuwe Mark VIII. Uiteindelijk moesten ze genoegen nemen met 76 Mark V's die ook nog pas ná de oorlog geleverd werden. Deze deden tot 1929 dienst bij het 1e en 2e Bataljon van het 511e Régiment de Chars de Combat en werden toen omgebouwd tot bergingstanks en artillerietrekkers.

## Operationele Geschiedenis

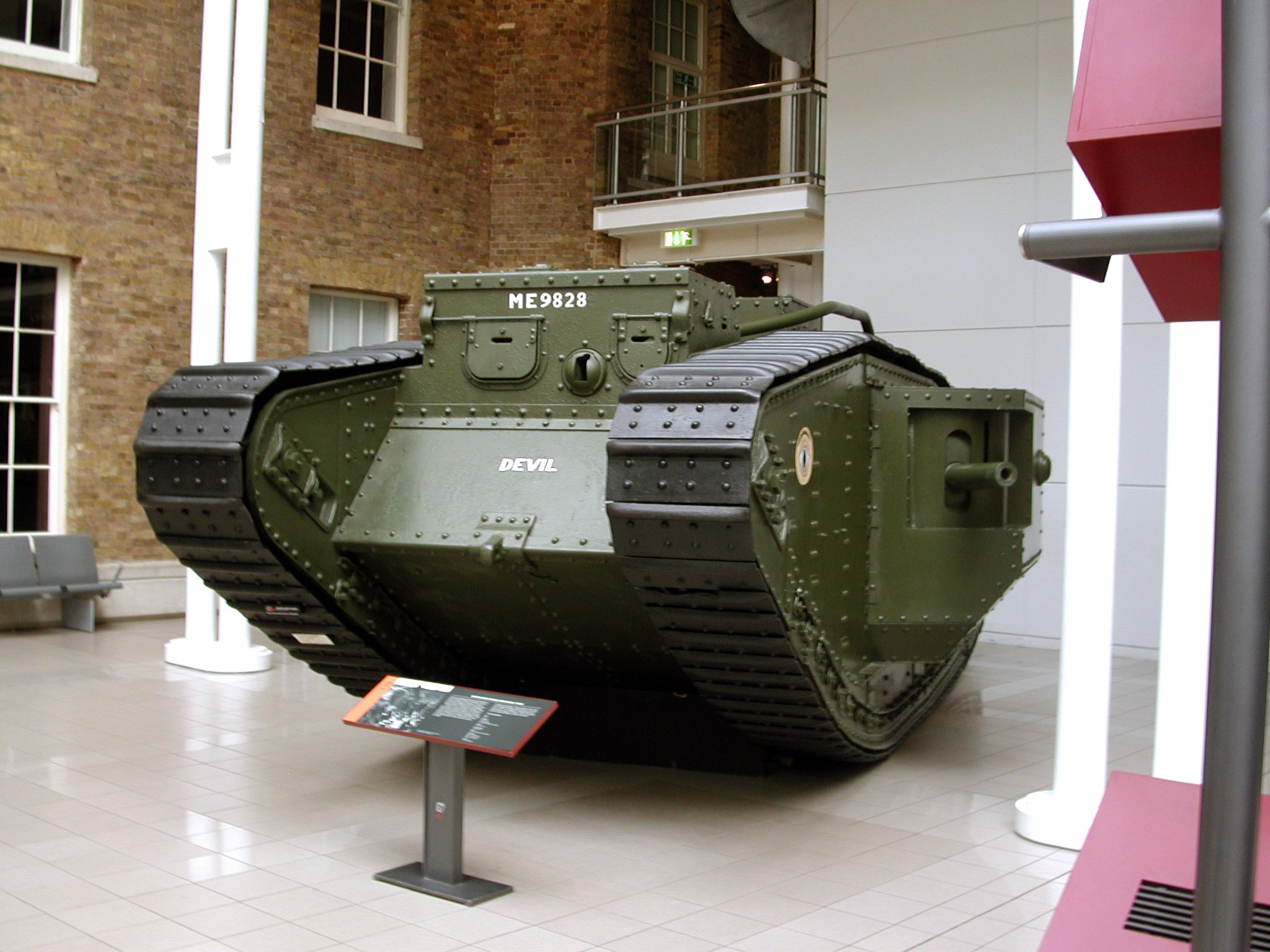
Een Mark V Male in het Imperial War Museum te Londen. Weinig aan dit voertuig is nog authentiek

### Hamel
De eerste inzet van de Mark V vond plaats op 4 juli 1918 toen het 8e en 13e Tankbataljon een tegenoffensief van de 4e Australische Infanteriebrigade bij Hamel ondersteunden. Tijdens de opmars naar de frontlinie viel geen enkele tank uit, een bewijs dat de betrouwbaarheid ten opzichte van de Mark IV inderdaad enorm was verbeterd. Bij deze gelegenheid bleek dat de verbeterde wendbaarheid van de tank zeer bruikbaar was: de chauffeurs konden nu zó precies sturen dat ze vijandelijke machinegeweerstellingen simpelweg verpletterden. Gevangengenomen Duitsers toonden zich geschokt door het nieuwe wapen, maar schepten op dat ze zelf weldra met een betere tank zouden komen. Ze hadden propagandafilms over de A7V-U gezien, maar wisten niet dat daarvan maar één prototype bestond.

### Amiens
Hun wanhopige voorjaarsoffensief had de Duitse troepen fysiek en moreel uitgeput; hun munitievoorraad was kritiek laag en hun nieuwe stellingen waren ondiep. Na de reductie vanaf 18 juli van de grote saillant bij Soissons door de Franse tanktroepen, had het Duitse opperbevel geen reserves meer over. Nu was het aan de legers van het Gemenebest om de genadeslag uit te delen: het offensief op 8 augustus bij Amiens waarvan het Duitse leger zich niet meer kon herstellen. Het succes was ten dele te danken aan de ongeëvenaarde stootkracht van de jeugdige Canadese, Australische en Amerikaanse troepen (de overige legers hadden haast alleen huisvaders over wier loyaliteit bij hun gezin lag en niet bij de troep), maar toch vooral aan het feit dat bijna het hele Tank Corps er tegenaan gegooid werd: negen bataljons zware tanks, waarvan twee met de Mark V*, twee bataljons Whippets en een bataljon pantserwagens, ondersteund door vijf compagnieën bevoorradingstanks. Bij elkaar ruim 600 voertuigen, de grootste pantsermacht die de wereld zou zien tot 1939.
Het Duitse front desintegreerde, Whippets en pantserwagens vielen de achterhoede aan en de Duitse artillerie ging verloren. Deze gunstige situatie kon echter niet meteen uitgebuit worden. Van de 415 zware tanks die op 8 augustus ingezet werden, waren er op de 9e nog 145 inzetbaar, op de 10e 67 en de dag erna slechts dertig. Zoals kolonel J.F.C. Fuller al voorspeld had, kon er geen sprake zijn van een strategische doorbraak. Ook de Mark V was daarvoor niet betrouwbaar genoeg.

### Bapaume

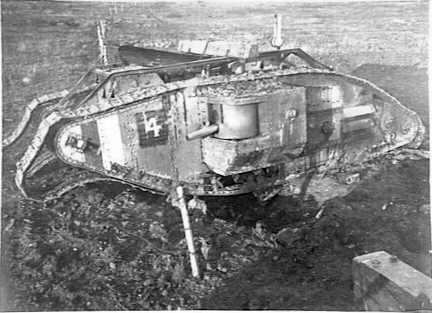
Een op 30 september op een landmijn gelopen Mark V Male

Desalniettemin was de Duitse positie nu hopeloos geworden. De gaten in de frontlijn kon men alleen nog dichten door andere sectoren onverantwoord te verzwakken. De Britten buitten dit uit door nog geen twee weken later, op 21 augustus, een offensief te beginnen bij Bapaume met maar liefst dertien bataljons zware tanks: twee met de Mark IV, negen met de Mark V en drie met de Mark V*. Hoewel de bataljons die bij Amiens hadden meegedaan nog niet op volle sterkte waren, konden toch ruim 300 tanks geconcentreerd worden. Dit toont dat de Britse tankwerkplaatsen - ondanks een uitval van 819 voertuigen over augustus en september - in staat waren in korte tijd voldoende tanks te herstellen om steeds weer opnieuw het offensief te hervatten. Opnieuw stortte het Duitse front ineen. Alle troepen werden nu teruggetrokken op de Hindenburglinie, de laatste hoop op redding.

### Opnieuw door de Hindenburglinie
Na een voorbereiding van een maand waren de tanktroepen voldoende hersteld voor hun laatste grote offensief van de oorlog. Versterkt door het verse 16e Tankbataljon en het Amerikaanse 301e Bataljon viel men net als in november 1917 de Hindenburglinie aan bij Cambrai, maar nu met zo'n 230 tanks op een veel breder front. De actie begon op 27 september en na enkele dagen van zware gevechten was bij de Duitse soldaten de wil om nog verder weerstand te bieden verdwenen. De aanwezigheid van tanks vormde voor velen om mooi excuus om zich over te geven, de meesten trokken naar de Heimat waar een revolutie op uitbreken stond.

## Dummies in de aanval
Bij de aanloop naar de aanval op de Hindenburglinie werden op 18 september functionerende tankmodellen (die wellicht kleiner waren) ingezet. Hoewel er geen twijfel over bestaat dat dit werkelijk gebeurd is - het wordt vermeld door een contemporaine Britse bron en er bestaat overtuigend Duits fotomateriaal - is het doel hiervan nog een raadsel. Als ze inderdaad kleiner waren zou het in ieder geval Duitse artilleriewaarnemers de afstand verkeerd hebben doen inschatten, maar of dit ook de reden voor hun gebruik was, blijft voorlopig pure speculatie.

## Projecten
De Mark V vormde de basis voor de Mark IX, het eerste pantserinfanterievoertuig en infanteriegevechtsvoertuig ter wereld; en voor de Mark VII en Mark X-projecten.
Een Mark V werd uitgerust met een Tadpole Tail om het verlengstuk als basis voor een zware 152 mm Newton & Stokes mortier te gebruiken. Een Mark V* en een Mark V** werden experimenteel omgebouwd tot bruggenlegger. Johnson probeerde zijn nieuwe snake track die voor de Medium Mark D bedoeld was, eerst uit op een Mark V.

## Interbellum

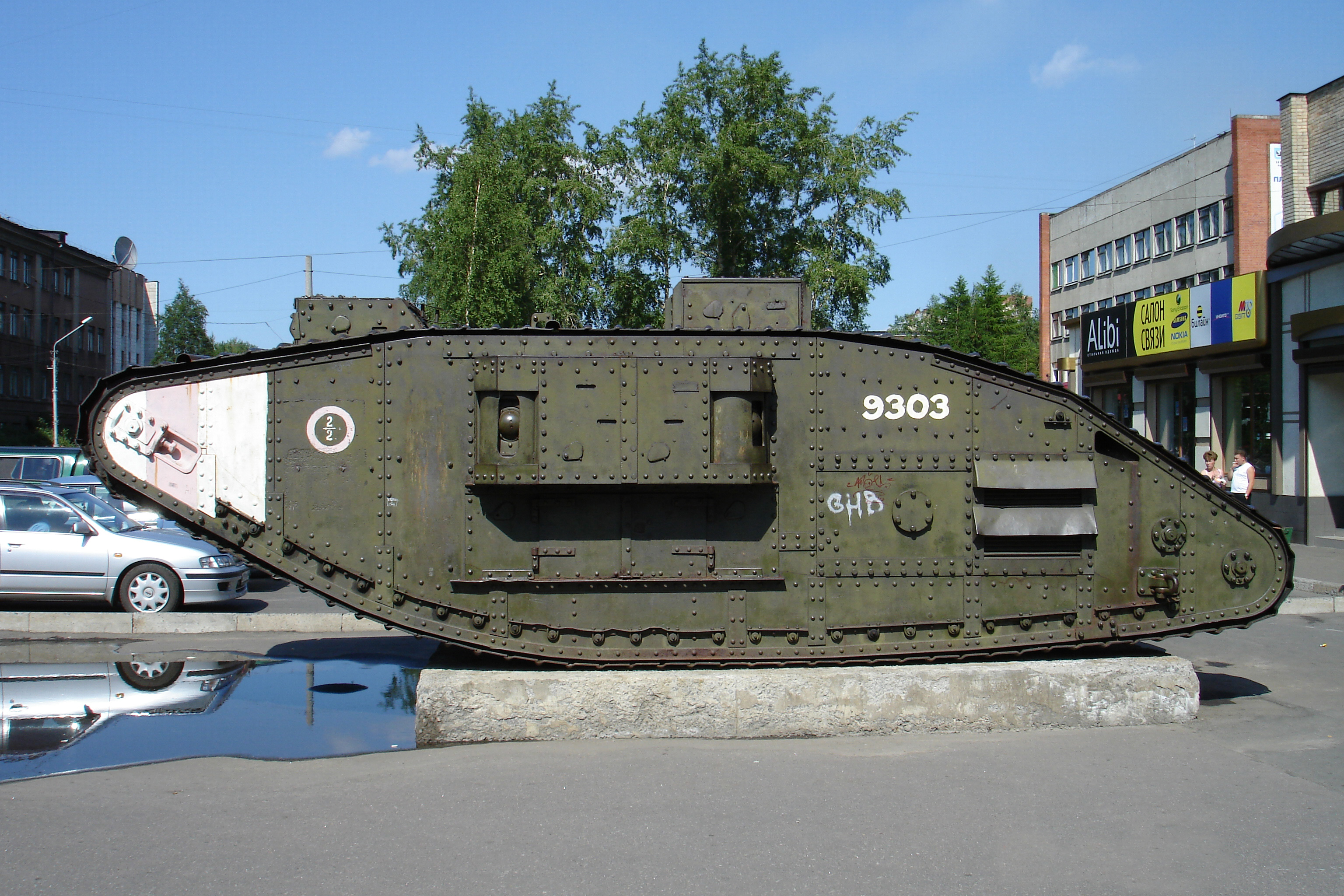
Mark V Female in Archangelsk

Na de vrede van 1919 blijft een Britse bezettingsmacht met een bataljon en een onafhankelijke compagnie Mark V tanks tot 1929 in Duitsland. De Mark V* wordt ingezet in Ierland tijdens de onlusten in 1921 die de opmaat zijn tot de Ierse Burgeroorlog.

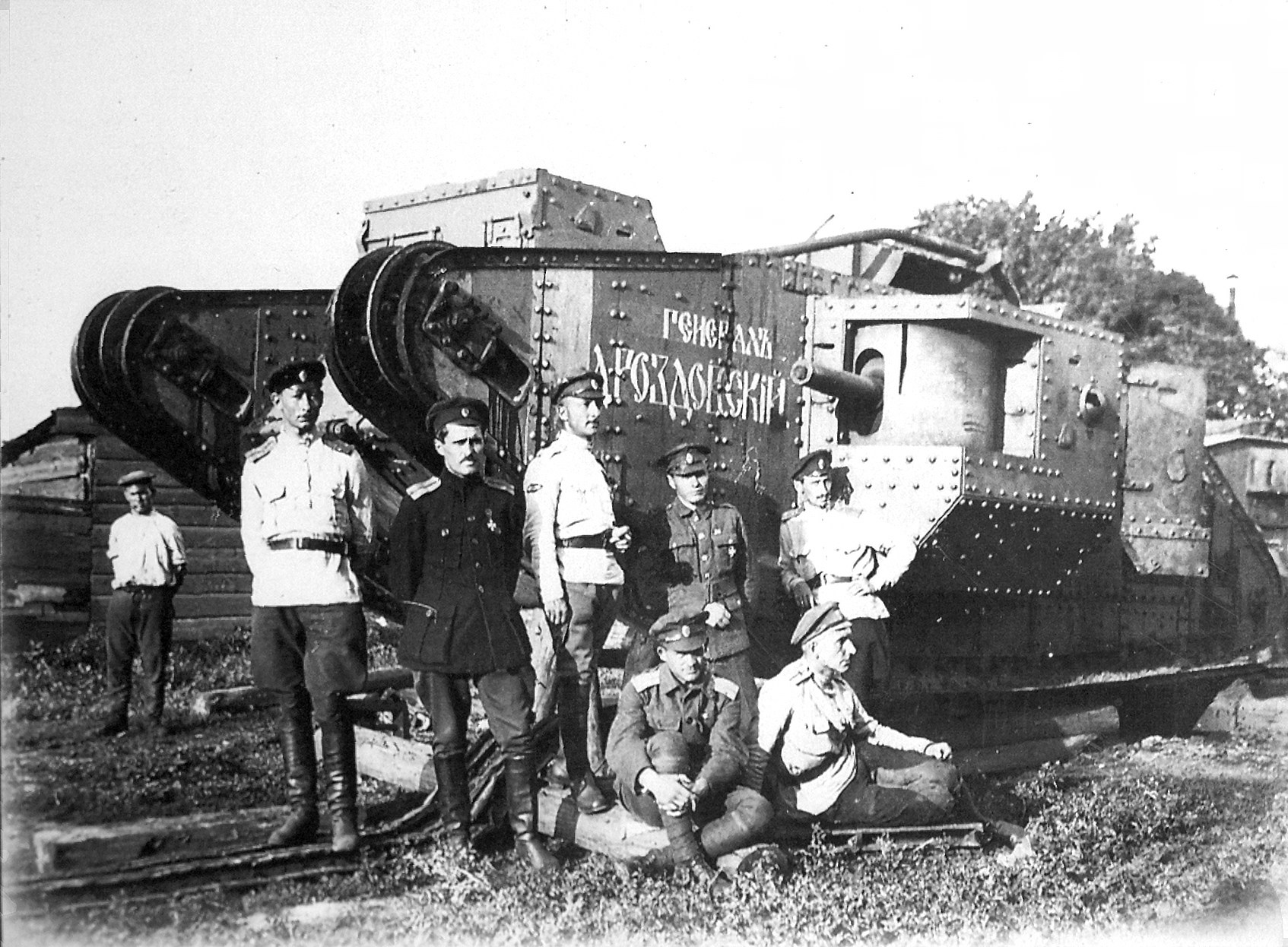
Een Mark V gebruikt door de Witten

De eerste interventie met Britse tanks in Rusland vindt plaats in maart 1919 als zes Mark V's en zes Whippets naar Batoemi uitgezonden worden. Bij deze voegt zich later een expeditiemacht van 57 Mark V's en 17 Whippets, het South Russian Tank Detachment, dat in juli 1919 naar de Zwarte Zee-haven Noworosijsk gestuurd wordt ter ondersteuning van generaal Anton Denikin die tegen de bolsjewieken vecht. De operatie mislukt volkomen en de eenheid trekt zich februari 1920 terug op de Krim. Bij de evacuatie in juni vallen alle tanks in handen van het Rode Leger dat er dankbaar gebruik van maakt tot het midden van de jaren dertig, onder de naam die op het motorplaatje staat: Rikardo. Bij Archangelsk vecht het North Russian Tank Detachment met vier, in de Baltische Staten het North-West Tank Detachment met zes Mark V's, waarvan er later vier door Estland overgenomen worden en twee door Letland.
In de jaren twintig wordt het Tank Corps ingekrompen tot vijf bataljons, waarvan vier met de Mark V; deze wordt op het eind van dat decennium vervangen door de Vickers Medium Mark II

## Heden

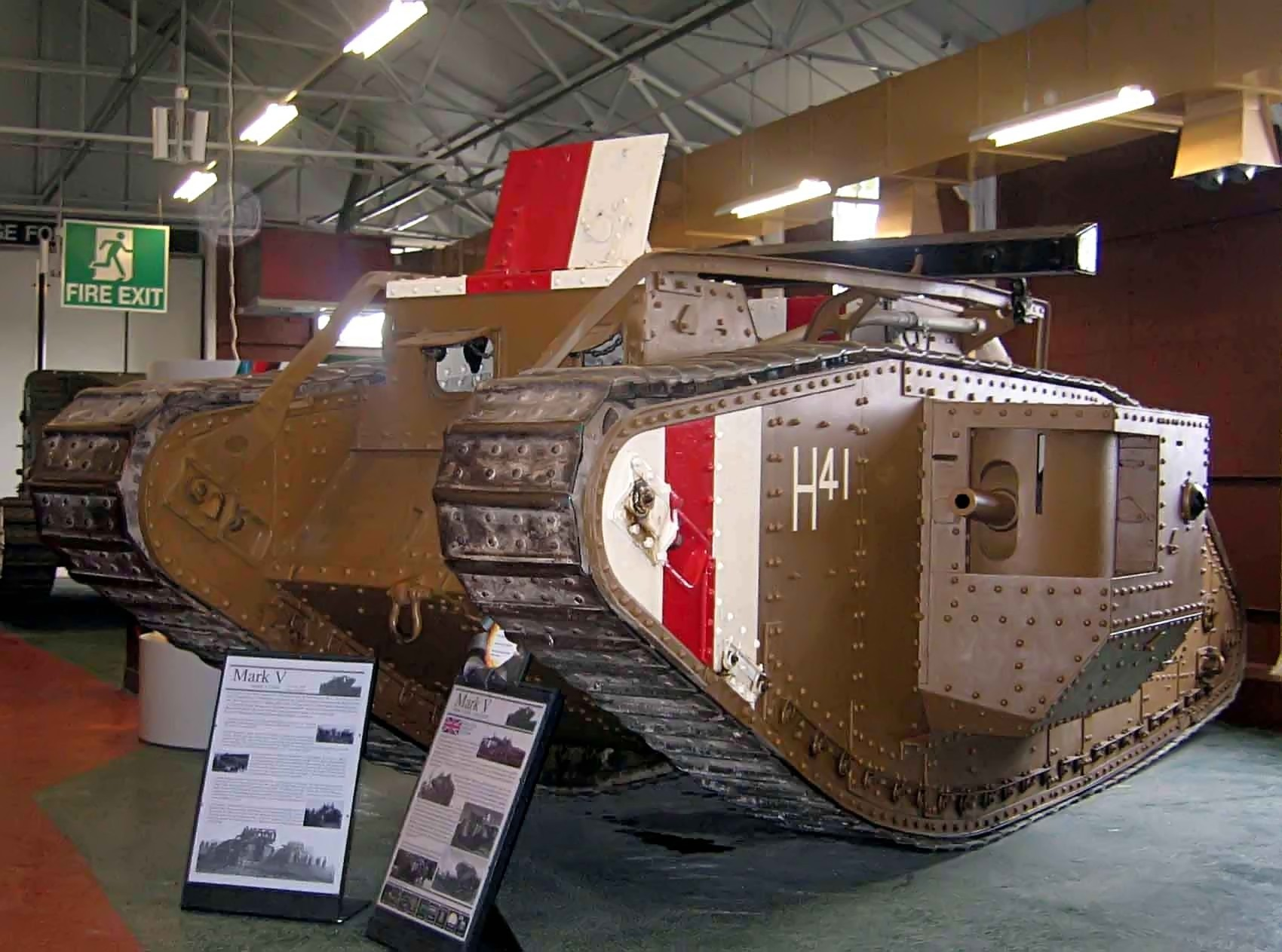
De Mark V Male No. 9199 in Bovington; de markeringen zijn niet origineel

Van de Mark V bevinden zich nog twee exemplaren in het Verenigd Koninkrijk: één Male (Numero 9199, die tot 1945 door het leger tot vermaak van hoog bezoek rondgereden werd) in het tankmuseum te Bovington, een andere Male (zwaar gerestaureerd) in het Imperial War Museum te Londen. Zes overleven er nog uit de Sovjetvloot: vier bevinden zich in het Historisch Museum te Loehansk in Oekraïne; er staat er één (een Female) als monument in Archangelsk en de laatste, een Hermaphrodite, is tentoongesteld in het tankmuseum van Kubinka.
Van de Mark V* bestaat er nog één exemplaar, een Male dat zich in het Patton Museum for Cavalry and Armor bevindt in Fort Knox.
De laatste Mark V**, een Female, is te bezichtigen in Bovington.